# ألفريد ليم
ألفريد ليم Alfred Lemm (ولد في ديسمبر 1889 في برلين – ومات فيها في أكتوبر 1918) اسمه الحقيقي هو ألفريد ليمان. هو قصاص وكاتب مقالات ألماني ينتمي إلى الحركة التعبيرية. اشترك في الكتابة في صحف Neue Rundschau وVossische Zeitung. دفن في مقبرة فايسنزيه اليهودية.

## من أعماله
- فليسيان الهارب (رواية 1917)
- حول جوهر حب الصادق للوطن
- جريمة قتل (مجموعة قصص في جزأين)
- طريق اليهود الألمان 1919